# リック・ハーン
リック・ハーン（Rick Hahn 1971年3月20日 - ）は、アメリカ合衆国イリノイ州クック郡ウィネッカ出身の元ゼネラルマネージャー（GM）。

## 来歴
ミシガン大学で学士号、ハーバード・ロー・スクールで法学博士号、ノースウェスタン大学のケロッグ経営大学院で経営管理修士号を取得し、2000年よりカリフォルニア州ニューポートビーチにある代理人事務所で代理人として2年間勤務。
2002年にシカゴ・ホワイトソックスに入社し、ケニー・ウィリアムズGMの補佐として2005年のワールドシリーズ優勝に貢献するなど実績を重ね、2012年10月26日に、執行副社長に就任したウィリアムズの後任として上級副社長兼GMに就任した。
2020年にはスポーティングニュース・エグゼクティブ・オブ・ザ・イヤー賞を受賞。
2023年8月22日、チームの成績不振のためウィリアムズとともに球団を解雇された。